# 基列以革倫

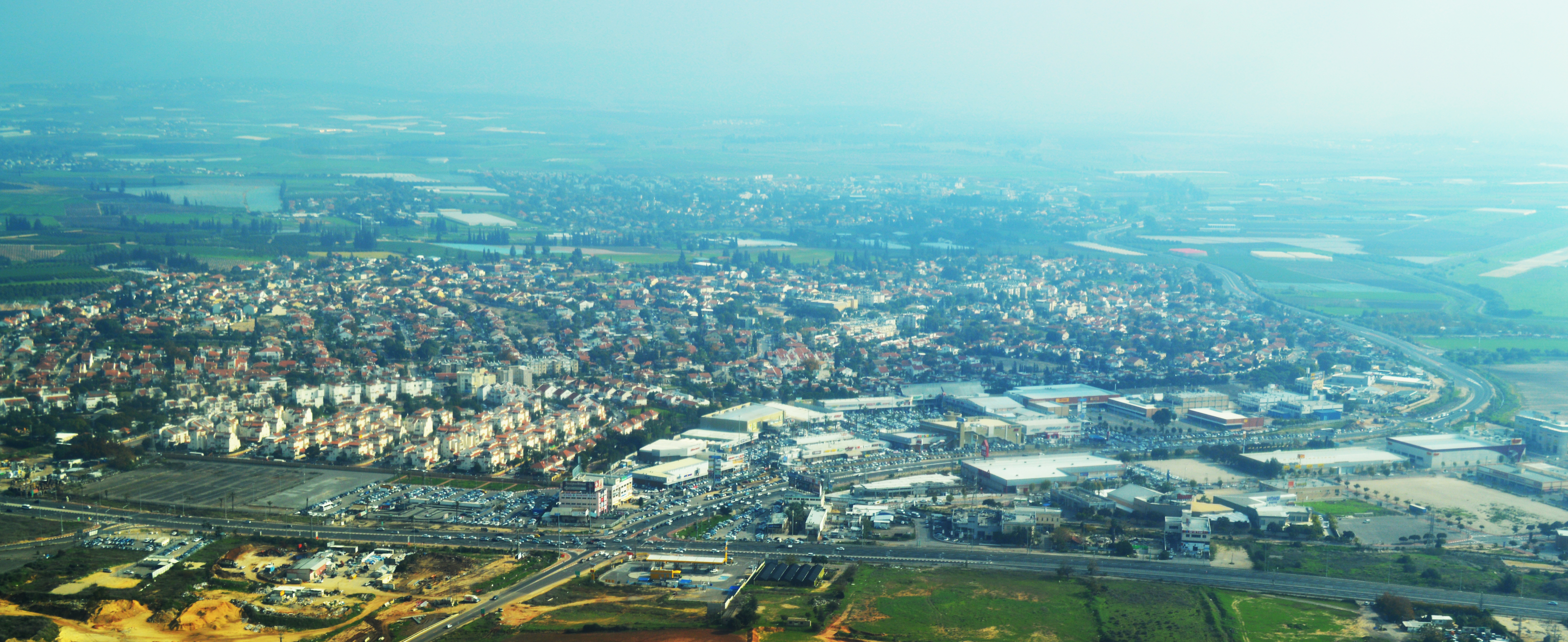
基列以革倫

基列以革倫 （希伯來語： קִרְיַת עֶקְרוֹן）是位于以色列中央区沿海平原的一个城镇。基列以革倫位于雷霍沃特正南方向。當地有一個奧特萊斯。
1948年，基列以革倫在巴勒斯坦人的一個村莊遺址上成立。 第一次中東戰爭結束後，一些來自保加利亞和也門的移民來到當地定居。2021年時當地人口为11,051。 